# Jona J.10
Lo Jona 10 o Jona J.10 fu un progetto di un innovativo caccia bimotore ad alte prestazioni per impieghi strategici, sviluppato dell'ingegner Alberto Jona e brevettato nel 1935 con due motori in configurazione traente-spingente.

## Storia del progetto
La caratteristica innovativa per l'epoca era data dalla combinazione in tandem di due motori: un motore anteriore, ad elica traente, di tipo stellare raffreddato ad aria accoppiato posteriormente ad un motore in linea raffreddato a liquido con elica spingente. Questo avrebbe consentito di sviluppare un'aerodinamica più rastremata nella parte posteriore del velivolo, con una sezione anteriore compatta e poco vulnerabile ai colpi nemici. Questa scelta iniziale fu però rivista a favore di una semplificazione costruttiva, realizzata mediante l'accoppiamento di due motori uguali con cilindri a V in linea entrambi raffreddati a liquido e posti in modo opposto sullo stesso asse nella fusoliera.
Il progetto comportò la costruzione di un modello in scala per prove in galleria del vento, ma seppure interessante non riuscì a coinvolgere nessun costruttore per la sua produzione, ciò per gli alti rischi tecnici che la innovativa formula progettuale avrebbe comportato in sede di costruzione. A causa di ciò, malgrado l'interesse mostrato dalla Regia Aeronautica, il progetto fu abbandonato senza poter partecipare al concorso indetto dalla stessa per il dicembre del 1938 per un aereo da combattimento bimotore, poi vinto dal mediocre Breda Ba.88.
Poco dopo, il 3 agosto 1937, l'ingegnere tedesco Claude Dornier brevettò una soluzione del tutto simile a quella pensata da Jona pochi mesi prima. Da questo brevetto ha origine il progetto e quindi la costruzione del velivolo Dornier Do 335 "Pfeil" che entrerà in linea di combattimento in soli 38 esemplari alla fine del secondo conflitto mondiale.

## Tecnica
L'aereo era stato studiato per ottenere una velocità di 530 km/h a livello del mare e di 600 km/h a 4 000 m, velocità che gli avrebbe permesso di raggiungere i più veloci aerei nemici dell'epoca.
L'autonomia prevista era di oltre 2 000 km; ciò anche grazie alla possibilità in volo di disconnettere un'unità motrice, mantenendo una velocità di crociera di 380 km/h, in modo da aumentare l'autonomia.
I vantaggi della formula progettata dell'ingegner Jona consistevano nel poter garantire una notevole autonomia al velivolo a fronte di prestazioni di eccellenza, evitando anche il problema del momento imbardante tipico dei monopropulsori.
Non avendo previsto per il piano di coda travi a sostegno dello stesso, l'aereo avrebbe potuto sviluppare facilmente manovre acrobatiche necessarie nel combattimento aereo; in generale l'aerodinamica era molto curata.
La velatura era di tipo monoplana con ala a freccia, di 12° in prossimità della fusoliera e di 30° alle estremità alari; per i longheroni delle ali erano previsti tubi in acciaio saldati. Anche la fusoliera era prevista in tubi di acciaio saldati tra loro, mentre il rivestimento doveva essere in lamiera di duralluminio. 
Erano previsti sei serbatoi per un carico utile di carburante di 1 460 litri.
Il carrello d'atterraggio era di tipo triciclo a scomparsa con funzioni di freno aerodinamico durante l'atterraggio; con una ruota (ruotino) a scomparsa posteriore che aveva un robusto e lungo sostegno, per cui l'aereo rimaneva a terra inclinato con un angolo di soli 11 gradi e ciò insieme alla posizione assai avanzata dell'abitacolo, determinava un'ottima visibilità, anche in fase di rullaggio. Lo studio del carrello retrattile poi era stato particolarmente curato dal punto di vista aerodinamico al fine di migliorare le prestazioni di ipersostentazione e stabilizzatrici in fase di decollo e atterraggio.
L'armamento previsto era di 4 mitragliatrici, due Safat calibro 7,7 mm in fusoliera e due Safat da 12,7 mm sulle ali.
La motorizzazione studiata nel primo progetto di Jona prevedeva:
- un motore radiale 14 cilindri Piaggio XI R.C. 30 da 1 000 CV (735,5 kW) raffreddato ad aria, accoppiato ad un'elica bipala Piaggio traente a passo variabile.
- un motore V12 Isotta Fraschini Asso XI 45 raffreddato a liquido da 820 CV (603 kW), accoppiato ad un'elica tripala Piaggio spingente a passo variabile.